# Клане в Ми Лай
Клането в Ми Лай е военно престъпление, извършено на 16 март 1968 г. от части на Американската армия по време на Виетнамската война. Тогава американски войници избиват между 347 и 504 цивилни жители от селцата Ми Лай и Ми Кхе, община Сонг Ми, провинция Куанг Нгай, Южен Виетнам. Повечето от жертвите са жени и деца, като преди да бъдат убити, някои от тях са били изнасилени, малтретирани, бити, измъчвани и осакатени. Гаври са извършени и с мъртвите тела, някои от които са били осакатявани.
Клането в Ми Лай намира широк отзвук по целия свят, като предизвиква масови обвинения във военни престъпления срещу САЩ и намалява обществената подкрепа за войната във Виетнам в страната. Това военно престъпление е известно още като Клането в Сонг Ми (на виетнамски: thảm sát Sơn Mỹ), както и като Клането в Пинквил – по американското кодово название на селището.

## „Инцидентът“

### Обстановката
През декември 1967 г. в Южен Виетнам пристига рота „Чарли“, от състава на 1-ви батальон от 20-и пехотен полк, 11-а пехотна военна бригада, 23-та пехотна дивизия. Първият месец на ротата във Виетнам преминава без преки сражения с врага. Към средата на март ротата претърпява 28 инцидента, които ѝ костват щети и пет жертви, повечето които са от мини и капани.
По време на офанзивата „Тет“ от януари 1968, 48-и батальон на НФОВ (Народен фронт за освобождение на Виетнам) осъществява няколко атаки в Куанг Нгай. Щатското военно разузнаване докладва, че 48-и батальон на НФОВ, който отстъпвал, е получил убежище в град Сонг Ми, провинция Куанг Нгай. Няколко малки селца около града – обозначени като Ми Лай 1, 2, 3 и 4 – са заподозрени, че укриват бойци на 48-и батальон на НФОВ.
Ротата планира яростна офанзива срещу тези селца. Полковник Оран Хендерсън заповядва на офицерите си незабавно да заличат врага. Подполковник Франк Баркър заповядва на командирите на 1-ви Батальон да изгорят къщите, да избият добитъка, да разрушат хамбарите и кладенците.
В навечерието на атаката срещу селцата капитан Ърнест Медина съобщава, че почти всички цивилни жители на селцата около Сонг Ми трябва да бъдат събрани на тържището в града и че който откаже, значи е от НФОВ или е неин симпатизант. Войници задават въпрос на капитана дали заповедта му включва убийство на жени и деца. По-късно, по време на разследването, офицерите дали различно тълкувание на отговора на Медина. Някои от тях, включително взводните командири, свидетелстват, че заповедта, както те са я разбрали, била да убият всички северновиетнамски бойци и „заподозрените“ (включително жени и деца, както и всичкия добитък), да изгорят градчето и да разрушат кладенците.
Ротата, начело с 1-ви взвод, навлиза в селцата рано сутринта на 16 март, а други две части изграждат кордон около тях.

### Клането
| „                              | Някои хора опитваха да се изправят и да избягат. Те не успяваха и падаха. Тази жена, спомням си, тя стана и се опита да го направи – опита се да избяга – с малко дете на ръце. Но тя не успя да го направи. | “ |
| Военен фотограф Роналд Хебърли | |   |

Ротата атакува селата след кратка подготовка за артилерийски и въздушен обстрел. Войниците обаче не намират вражески бойци. Оказва се, че повечето заподозрени бойци на НФОВ са се укрили в подземни скривалища под къщите на родителите си или при жените си. Американските войници, един взвод от които е командван от втори лейтенант Уилям Калей, откриват стрелба по една от „позициите на врага“. След като първите цивилни падат убити или ранени от безразборната стрелба, американците започват да стрелят и да хвърлят гранати по всичко, което мърда, независимо дали е човек или животно. Жестокостта и бруталността на убийствата започнали да се увеличават спираловидно с всеки убит. BBC News описва сцената:
| „ | Войниците изпаднали в безумие, разстрелвайки цивилни мъже, жени и деца. Цели семейства, които за по-сигурно се криели заедно в колибите или землянките, не получили никаква милост. Тези, които излизали с високо вдигнати ръце, били убити..... На други места в селото започнали нови зверства: жени били групово изнасилени; виетнамците, които излизали да се предадат на американците, били пребивани и измъчвани, налагани с приклади и промушвани с щикове. Някои трупове били белязани с надпис „C Company“ (Рота Ч), изрязан върху гърдите. В късната сутрин дошла заповед от командирите, с която се нареждало продължаване на стрелбата. Положението в Ми Лай било като при масово клане. Телата били пръснати из цялото село... | “ |

Някои цивилни са натикани в напоителни канали, където били разстрелвани. Около 70 – 80 души, обградени в центъра на селото от 1-ви взвод, са убити лично от втори лейтенант Калей и войници, на които той заповядал да стрелят. Калей също застрелял други две групи цивилни с оръжие, взето от войниците, които отказали да убиват повече.
Войници от 2-ри взвод разстреляли около 60 – 70 виетнамци – мъже, жени и деца, които бягали на север от Ми Лай 4, през Бинх Тха, махала на около 400 м. северно от Ми Лай 4.
След победоносния „марш“ на 1-ви и 2-ри взвод, 3-ти взвод е пратен да унищожи „всяка остатъчна съпротива“. Незабавно започнало избиване на всички оцелели хора и животни, които могли да открият, включително виетнамци, които бягали от скривалищата си; довършвали и ранените, които стенели сред купищата от тела. 3-ти взвод успял да обгради и убие група от 7 до 12 жени и деца.
След като 3-ти взвод не открил вражески позиции, 4-ти батальон и 3-та пехотна бригада обходили покрайнините и нападнала махалите на Ми Лай 4, като избили около 90 души. Американците загубили един човек, убит от противопехотна мина, а седем войници били ранени от мини и капани. През следващите два дена двата батальона били заети с изгарянето на къщите и с гаври над виетнамски пленници. Повечето войници не взели участие в тези престъпления, но нито им се противопоставили, нито докладвали за тях.
| „ | Бих казал, че никой от нашата рота не възприемаше виетнамците като хора. | “ |

### Намеса на хеликоптерите
| „                                                                                          | Там долу е като кървава баня! Какво става по дяволите! | “ |
| Мичман първи ранг Хю Томпсън Младши, пилот на военен хеликоптер, който прелита над Ми Лай. |                                                        |   |

Когато прелита над Ми Лай, мичман първи ранг Хю Томпсън Младши – пилот на хеликоптер от военновъздушното разузнаване, докладва за голям брой мъртви и умиращи цивилни – всички жени, деца и старци, без мъже в боеспособна възраст или въоръжени лица. Томпсън и екипажът му свидетелстват, че една невъоръжена жена е застреляна от капитан Медина (по-късно Медина твърди, че е помислил, че жената е държала граната). Екипажът на хеликоптера прави няколко опита да повика по радиото помощ за ранените. Те приземяват хеликоптера близо до канавка, която се оказва пълна с тела, някои от които показвали признаци на живот. Томпсън помолил един сержант (Дейвид Митчъл), който се намирал наблизо, да му помогне да изведат ранените от канала, но сержантът отговорил, че по-скоро би сложил край на мъките им. Томпсън, шокиран от отговора, се обърнал към втори лейтенант Калей, взводен командир на 1 взвод, който му обяснил, че изпълнява заповеди. На известно разстояние от хеликоптера екипажът видял как Митчъл стреля в канала.
Томпсън забелязал група от жени и деца, блокирани в една землянка, към които се приближавали войници. Томпсън залегнал и заповядал на екипажа си да открие огън по войниците, ако те стрелят по виетнамците, докато той се опитва да ги изведе от землянката. По-късно Томпсън свидетелства, че е говорил с един лейтенант (идентифициран по-късно като Стивън Брукс от 2-ри военен взвод), на когото казал, че в землянката има само жени и деца, и когото помолил за помощ при евакуацията им. Томпсън свидетелства: „той отвърна, че единственият начин да ги изкараме оттам е с ръчна граната“. Томпсън разказва, че наредил на Брукс: „просто дръж хората си, където са, а аз ще извадя децата!“ В землянката Томпсън открива около 16 души, придумал ги да излязат и ги отвел до хеликоптера на две групи.
След като се завръща в Ми Лай, екипажът на Томпсън намира няколко големи купчини с тела. Забелязвайки няколко оцелели в канала, Топсън приземил отново хеликоптера, а един от екипажа скочил в канавката и се завърнал с едно окървавено, но здраво дете, което било отведено в безопасност.
През 1998 г. трима ветерани, които предотвратили продължаването на убийствата в Ми Лай, са наградени с медали във Вашингтон.

## Последствията
Поради решението на американската армия да не предприема преброяване на жертвите в Ми Лай, точният брой на загиналите цивилни не може да бъде посочен със сигурност. Броят им в различни източници варира между 347 и 504 души. Мемориалът, поставен на мястото на клането, съдържа имената на 504 души на възраст между 1 и 84 години. По-късно разследване на Американската армия посочва 347 загинали цивилни, което е и официалното мнение на военното командване.

### Прикритие и разследване
Първите рапорти за събитията в Ми Лай съдържат сведения за „128 виетконгци и 20 цивилни“, убити по време на ожесточените престрелки. Генерал Уилям Уестморленд, командващ военната помощ за Южен Виетнам, поздравява войниците за „отличната работа.“ Американското военно списание Stars and Stripes излиза със заглавието „Американски пехотинци убиха 128 комунисти в кървава битка, продължила цял ден“.
Шест месеца по-късно Том Глен, 21-годишен войник от 11-а лека пехотна бригада, изпраща писмо до новия главнокомандващ американските сили във Виетнам – генерал Крейтън Ейбрамс, с което обвинява американската армия в жестоко отношение към цивилните виетнамци. С разследването на твърденията в писмото, което не съдържа сведения за случилото се в Ми Лай (Глен не е знаел какво точно се е случило там), е натоварен 31-годишният майор Колин Пауъл – бъдещ държавен секретар на САЩ от администрацията на Джордж Уокър Буш. В доклада си Пауъл е категоричен, че отношенията между американските войници и местните виетнамци са „отлични“.
Случилото се в Ми Лай не би станало известно, ако не е било писмото на друг войник от 11-а лека пехотна бригада – Рон Райдънауър, който независимо от Глен изпраща писмо с подробно описание на клането в Ми Лай до президента Никсън, до Щатския департамент, до Пентагона и до няколко членове на Конгреса. Копията на писмото са разпратени през март 1969 г. – почти една година след събитията в Ми Лай. Повечето от получателите игнорират писмото с изключение на конгресмена от Аризона Морис Удал. Райдънауър научил за жестокостите в Ми Лай от втора ръка – от разговори с войници от рота „Чарли“.
През септември 1969 г. са повдигнати и първите обвинения в предумишлено убийство срещу Калей и още 25 офицери и войници. Това става два месеца преди широката общественост да разбере за клането в Ми Лай и процеса срещу военнопрестъпниците.
На 12 ноември 1969 г. в пресата излизат първите сведения за случилото се в Ми Лай, резултат от независимото журналистическо разследване на Саймън Хърш; на 20 ноември „Тайм“, „Лайф“ и „Нюзуик“ публикуват разкрития за клането и опита му за прикриване от военните, а „Кливлънд Плейн Дийлър“ публикува шокиращи снимки на убити цивилни в Ми Лай.
През ноември генерал Уилям Пирс е назначен за ръководител на разследването за клането в Ми Лай и на неговото последвало прикриване. Докладът от разследването на комисията е изключително критичен както към действията на рота „Чарли“, така и към офицерите, прикрили престъплението.

### Присъдите
На 17 ноември 1970 г. Армията на САЩ повдига обвинения срещу 17 офицери за прикриване на информация по случая. Повечето от обвиненията по-късно са оттеглени, а единственият, срещу когото е проведен процес по обвинението в прикриване на информация, е оправдан през декември 1971 г.
На 29 март 1971 г., след четиримесечен процес, през който той твърди, че е изпълнявал заповедите на Медина, Уилям Калей е признат за виновен по обвинение в предумишлено убийство и в издаване на заповеди за разстрел. Калей е осъден на доживотен затвор. Два дни по-късно президентът Никсън взима скандалното решение да освободи Калей от затвора, настоявайки за преразглеждане на присъдата. След преразглеждането присъдата на Калей е намалена на 4 години и 1 месец затвор във военния затвор във Форт Бенинг.
В отделен процес капитан Медина отхвърля обвиненията, че е издавал заповеди, довели до масово клане, и е оправдан по всички обвинения.
Оказва се, че много от войниците, замесени в събитията в Ми Лай, са напуснали служба, поради което са изключени от обвинението. В крайна сметка единствената присъда, произнесена по случая, е тази срещу Калей.
Някои наблюдатели приемат, че материалите по делата, свързани с клането в Ми Лай, всъщност представляват ревизия на законите на войната, скрепени след Нюрнбергския и Токийкия процес за военни престъпления. Щатският секретар по отбраната Робърт Калауей заявява пред „Ню Йорк Таймс“, че присъдата на Калей е намалена, защото той искрено е вярвал, че изпълнява заповеди – оправдание, което е в противоречие със стандартите от Нюрнберг и Токио, където много военни са екзекутирани заради подобни действия.